# Non canto più
Non canto più è un film del 1945, diretto da Riccardo Freda.